# アンドリュー・マクマホン
アンドリュー・マクマホン（本名：アンドリュー・ロス・マクマホン Andrew Ross McMahon, 1982年9月3日 -）は、アメリカ合衆国マサチューセッツ州コンコード出身のシンガーソングライター。元サムシング・コーポレイト、ジャックス・マネキンのピアニスト、ヴォーカリスト。
マクマホンは、2000年代初頭の西海岸ピアノ・エモ・シーンを牽引した伝説的バンド、サムシング・コーポレイトのヴォーカリスト、ピアニストとしてメジャー・デビュー。2004年からは自身の新たな可能性を求めて結成した別プロジェクト、ジャックス・マネキンを始動。急性リンパ性白血病を乗り越えて2008年に発表されたジャックス・マネキン名義でのセカンド・アルバム『グラス・パッセンジャー』は、全米ビルボード・チャート最高8位を記録した。
現在は、初めて自分の名前を冠したソロ・プロジェクト、アンドリュー・マクマホン・イン・ザ・ウィルダネスとして音楽活動をしており、2013年にEP『The Pop Underground』(Left Here Music)、2014年にファースト・アルバム『アンドリュー・マクマホン・イン・ザ・ウィルダネス』(Vanguard Records)をインディー・レーベルから発表。2017年には、ソロ名義でのメジャー・デビュー・アルバム『ファイヤー・エスケイプ (原題：Zombies On Broadway)』のリリースが発表された。

## 少年時代
マクマホンはマサチューセッツ州コンコードに生まれた後、彼が小学校時代を過ごすオハイオ州ベクスレーに家族で移住する1991年まで、ニュージャージー州ホーホーカスで暮らす等、父親の仕事により頻繁に移住を経験した。しかしマクマホンの叔父の死後、母親の家族のサポートを得て、カリフォルニアで暮らすこととなった。
そして、ミュージシャンでもあった叔父の死をきっかけに、マクマホンは音楽に強い興味を持ち、独学でピアノを始めた。
そしてマクマホンの家族は、彼が14歳のときにカリフォルニアに定住することを決めた。後にマクマホンは、「カリフォルニアの生活に絶対に向かないような、ぽっちゃりで、社交的で、芸術が好きな小さな子供だった」と当時の自分を振り返っているが、結局、彼はカリフォルニアのダナ・ヒルズ高校まで卒業した。

## 音楽キャリア

### 初期(1992-1998)
マクマホンは9歳でピアノを始め、彼は楽譜を読めるようになるよりも先に、ピアノソロを弾くことは始めた。マクマホンは、「僕の母がとても優れたピアニストだったおかげで、僕は耳で聴いて弾くようになっていたんだ。その後、僕は作曲を始めて、それらの曲を学校の集会で披露するようになった。でもその後、ピアノのレッスンは始めたね」
1997年にマクマホンは、彼にとって最初のバンド"Left Here"を高校の友人たちと始め、そのバンドには後にサムシング・コーポレイトを共に結成するKevin "Clutch" Page(b)、Brian Ireland(ds)も参加した。しかし、"Left Here"は地元のバンド大会で優勝したにもかかわらず、その後すぐに解散することになった。その後、マクマホンは何人かの友人の助けを借りて自主制作の4曲入りデモCDを作成するが、そのメンバーには高校の低学年のときに出会ったギタリストのJosh Partingtonがいた。
そして1998年にマクマホンは、Kevin "Clutch" Page(b)、Brian Ireland(ds)、Josh Partington(g)の3人にリズムギターのReuben Hernandez(後にWilliam Tellに代わる)を新たに加えた5人編成のピアノ・ロック・バンド、サムシング・コーポレイトを遂に結成することとなる。

### サムシング・コーポレイト時代（1998年-2006年、2010年）
マクマホンは、グループの他のメンバーたちと高校生のときに出会っており、その後、冗談のつもりでサムシング・コーポレイトという名前を決めている。 マクマホンをフロントマンにしたサムシング・コーポレイトは、10曲入りのデモ・アルバム『Ready... Break』を2000年にレコーディングし、同アルバムがきっかけとなりインディ・レーベルDrive-Thru Recordsと契約に至り、翌年に全米デビューEP『Audioboxer』をリリースした。マクマホンの歌声、作曲スキル、そしてピアノ・サウンドが合わさった同アルバムの音楽性は絶賛され、Drive-Thru RecordsのディストリビューターであったMCA（現在のGeffen）との契約にまで発展し、2002年5月にはサムシング・コーポレイトのメジャー・デビュー・アルバム『Leaving Through the Window』のリリースが実現した。
その後、サムシング・コーポレイトは全米でのライヴ活動を始め、 Vans Warped Tourのメイン・ステージやNew Found Gloryのヨーロッパ・ツアーのオープニング・アクト等を経験し、2003年にはGeffen Recordsからセカンド・フル・アルバム『North』をリリースした。しかし、レーベルとの契約が終了した2004年にメンバー3人が脱退し、事実上の解散状態となった。
しかし、2009年12月4日、サムシング・コーポレイトは音楽フェスティバルBamboozle Left 2010と、Bamboozle Chicago 2010にて再結成ライヴを行うことを発表した。そしてBamboozleでの再結成ライヴを終えたバンドは、2010年秋に再結成ツアーを開催した。

### ジャックスマネキン時代（2004年-2012年、2016年）

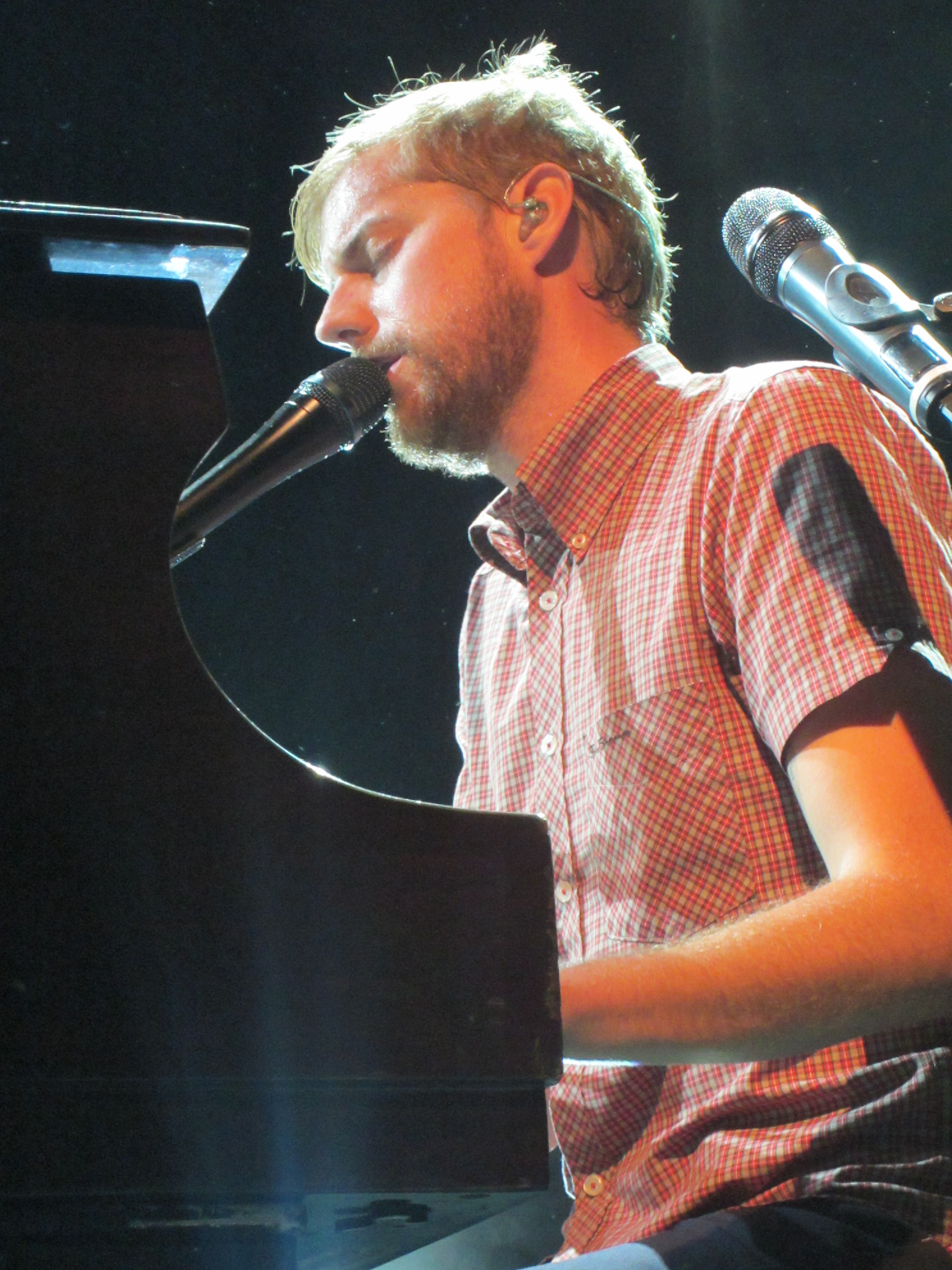
ディア・ジャック基金三周記念イベントにて演奏するアンドリュー・マクマホン（2012年11月12日、カリフォルニア州ロサンゼルスにて）

2003年12月にレコーディングされた「ロックド・ドアーズ」という楽曲が、マクマホンのソロ・プロジェクトのひとつであったジャックス・マネキンを始めるきっかけとなった。マクマホンは、サムシング・コーポレイトの音楽性とはかけ離れていると感じたこの楽曲をリリースするには、サムシング・コーポレイトではなくソロ・アルバムで行うべきだと気付いた 。しかし、彼は2004年の夏頃にサムシング・コーポレイトのメンバーたちが何か月間にも及ぶツアーに疲弊し活動を休止するまで、ソロ・プロジェクトのアイディアを明かすことはなかった。
そしてジャックス・マネキンとしての最初のアルバム『Everything in Transit』は2005年にリリースされた。同作のリリースとその成功によって、マクマホンはセカンド・アルバム『The Glass Passenger』を2008年9月にリリースした。そしてジャックス・マネキンの3枚目にして最後のアルバム『People and Things』が、2011年10月にリリースされた際にマクマホンは「（『The Glass Passenger』とは違って）このアルバムは少しだけ自由な作品になったかもしれない」と語っている。
2012年2月2日、マクマホンはジャックス・マネキンとしての活動の終りを暗示し、「僕はこの名前を使うことが終わるであろうと感じている。ジャックス・マネキンが何かから本質的に解放されてしまっているという意味で、僕には自分のために何をすべきかが分からない。そして、今、何かを作るための本当に自由なアプローチが、沢山の混乱と騒ぎを含んだ人生でとても難しい時間のなかに包まれてしまっているんだ。だからそれを振り払うような方法を探すきっかけを考えていて、それはつまりジャックス・マネキンという名前からリタイアすることなのかもしれないとある程度思っているんだ。」 2012年11月11日と12日、ジャックス・マネキンは、アンドリューが設立したディア・ジャック基金のイベントで彼らの最後のライヴを披露した。
2013年6月、最後のショーを記念したライヴ・アルバム『Live From The El Rey Theatre』がリリースされた。

### ジャックス・マネキン解散後（2012-2013）
2012年8月25日、ジャックス・マネキンのサイトが andrewmcmahon.comに変更され、マクマホンが新しい音楽を自らの名前で発表していくことが発表されると共に、すぐにFun.のサポート・アクトとして彼らのツアーに帯同し、2013年春には単独ツアーが開催されることが発表された。 そしてマクマホンは、2013年1月初頭に初めてのソロ・ライヴをウエストハリウッド のthe Viper Roomで行った。
2013年4月30日にマクマホンは、プロデューサーにMark Williamsと、Tony Hofferを迎えたEP『The Pop Underground』を自主レーベルLeft Here Musicからリリース。収録曲「Synesthesia」は、ソロとなってから最初のシングル曲となった。

### アンドリュー・マクマホン・イン・ザ・ウィルダネス（2014年–現在）
2014年11月、マクマホンはアンドリュー・マクマホン・イン・ザ・ウィルダネスという名前の下、音源のリリースとツアーを行うことを自身のウェブサイトにて発表。 2014年7月16日には、新しいソロ・プロジェクト初のシングル「セシリア・アンド・ザ・サテライト」をリリースした。同曲は生まれたばかりであった彼の娘セシリアへ送った楽曲であり 、スマッシュヒットを記録した。2014年には、同アルバムの発売を記念する北米ツアーを行い、2015年9月には東京 渋谷CLUB QUATTROと大阪 心斎橋SOMAにて来日公演を開催した。
また2016年夏には、Weezer＆Panic! at the Disco のツアーにサポート・アクトとして参加した。
2016年9月にはニュー・シングル「ファイヤー・エスケイプ 〜きみがいる世界」を発表。さらに2017年2月には、同曲が収録されたアルバム『ファイヤー・エスケイプ（邦題）』がリリースされた。同アルバムは、マクマホンが所属するヴァンガード・レコーズがメジャー・レコード会社であるコンコード・ミュージック・グループの傘下となったことにより、ソロ名義でのメジャー・デビュー・アルバムとなった。
また、「ファイヤー・エスケイプ 〜きみがいる世界」は、綾瀬はるか、西島秀俊らが出演するパナソニックの2017年家電新キャンペーン タイアップソングに決定した。

## ディスコグラフィー
スタジオアルバム
| 年   | アルバム詳細                                                                                 |
| ---- | -------------------------------------------------------------------------------------------- |
| 2014 | アンドリュー・マクマホン・イン・ザ・ウィルダネス - 発売年：2014年 - レーベル: ヴァンガード   |
| 2017 | ファイヤー・エスケイプ（原題：Zombies on Broadway） - 発売年：2017年 - レーベル:ヴァンガード |

### EP
| 年   | アルバム詳細                                                                   |
| ---- | ------------------------------------------------------------------------------ |
| 1999 | 『アンドリュー・マクマホン』 - 発売年：1999 - レーベル:自主制作                |
| 2013 | 『ザ・ポップ・アンダーグラウンド』 - 発売年：2013年 - レーベル:Left Here Music |
| 2015 | 『ザ・キャニオンズ』EP - 発売nenn 2015 - レーベル: ヴァンガード                |